# Соколинское (Ленинградская область)
Соколинское (до 1948 — Нуораа, фин. Nuoraa) — посёлок в Советском городском поселении Выборгского района Ленинградской области.

## Название
Топоним Нуораа в переводе означает «Верёвочное», но происходит от антропонима.
Зимой 1948 года деревне Нуораа присвоили переводное наименование «Верёвкино», которое вскоре было заменено на название «Ивановка». В обосновании указывалось: «в память воина Советской Армии Иванова, погибшего на территории Выборгского района». Вскоре название изменили вторично на «Ветрово». С обоснованием: «в память старшего лейтенанта Ветрова Андрея, погибшего на территории Выборгского района». Однако, через месяц деревня Нуораа получила четвёртое по счёту наименование — «Соколинское». Никаких объяснений по поводу выбора последнего названия в документах не содержится.
Переименование было закреплено указом Президиума ВС РСФСР от 13 января 1949 года.

## История

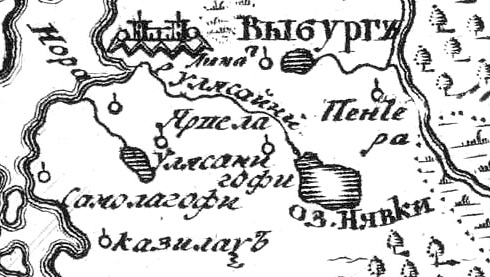
Деревня Нуораа (Нора) на русской карте 1745 года

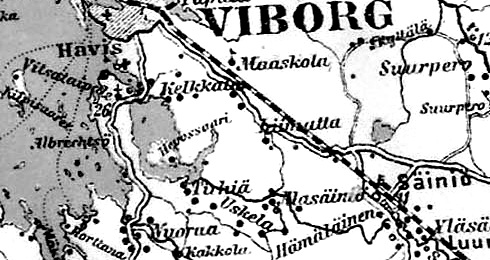
Деревня Нуораа  на финской карте 1923 года

В 1937 году в деревне проживал 301 человек.
До 1939 года деревня Нуораа входила в состав Выборгского сельского округа Выборгской губернии Финляндской республики.
С 1 января 1940 года по 31 октября 1944 года — в составе Карело-Финской ССР.
С 1 июля 1941 года по 31 мая 1944 года — финская оккупация.
С 1 ноября 1944 года — в составе Аласомского сельсовета Выборгского района Ленинградской области.
С 1 октября 1948 года — деревня Соколинское в составе Матросовского сельсовета Выборгского района. В ходе укрупнения хозяйства к деревне были присоединены соседние селения: Тамминиеми, Ниемеля, Пуккила и Хортана.
С 1 января 1949 года — учитывается административными данными как деревня Соколинское Матросовского сельсовета.
С 1 июня 1954 года — в составе Соколинского сельсовета.
В 1961 году население деревни Соколинское составляло 457 человек.
Согласно данным 1966 и 1973 годов посёлок Соколинское являлся административным центром Соколинского сельсовета.
В 1990 году посёлок Соколинское являлся административным центром Соколинской волости, в которую входили 8 населённых пунктов и проживали 799 человек, в самом посёлке проживали 644 человека.
В 1997 году в посёлке Соколинское Соколинской волости проживали 590 человек, в 2002 году — 649 человек (русские — 91 %), посёлок являлся административным центром волости.
В 2007 году в посёлке Соколинское Советского ГП проживали 663 человек, в 2010 году — 826 человек.

## География
Посёлок расположен в западной части района на автодороге 41А-082 (Зеленогорск — Выборг) в месте примыкания к ней автодороги 41К-438 (подъезд к пос. Свердлово).
Расстояние до административного центра поселения — 13 км. 
Расстояние до ближайшей железнодорожной платформы Соколинское — 2 км. 
Посёлок находится на берегу Выборгского залива, через посёлок протекает река Дрёма.

## Демография
| 2007 | 2010 | 2017 | 2021 |
| ---- | ---- | ---- | ---- |
| 663  | ↗826 | ↘721 | ↗937 |

## Улицы
1-й Приморский проезд, 2-й Приморский проезд, Березовая, Боровая, Весенний переулок, Гранитная, Железнодорожная, Заречная, Кордонная, Короткая, Лесная, Луговая, Мельничная, Новая, Пограничная, Подсобная, Приморская, Речной проезд, Соколинский проезд, Солнечная, Сосновый проезд, Тихая, Цветочный проезд, Центральная, Школьная, Ясный проезд

## Садоводства
Эрудит.